# Telec (okręg Neamț)
Telec – wieś w Rumunii, w okręgu Neamț, w gminie Bicazu Ardelean. W 2011 roku liczyła 2020 mieszkańców.